# Mora abbottii
Mora abbottii är en ärtväxtart som beskrevs av Nathaniel Lord Britton och Joseph Nelson Rose. Mora abbottii ingår i släktet Mora och familjen ärtväxter. Inga underarter finns listade i Catalogue of Life.